# Bias Fortes
Bias Fortes é um município brasileiro do estado de Minas Gerais. De acordo com o censo realizado pelo IBGE em 2022, sua população é de 3 361 habitantes.

## História
O município originou-se de um quilombo localizado na confluência dos rios Quilombo e Vermelho. Em 1875 foi criado o distrito de Quilombo, subordinado ao município de Barbacena, que em 1896 teve sua denominação alterada para União. Em 1938 o distrito é emancipado e recebe o nome de Bias Fortes, em homenagem a Crispim Jacques Bias Fortes, ex-presidente o estado de Minas Gerais.

## Economia
A economia do município se baseia na agropecuária, especificamente na pecuária leiteira, que vem enfrentando sérios problemas com falta de mão-de-obra e financiamento.

### PIB (2002)
| Valor adicionado na Agropecuária - 2002 | 2.464  | mil reais |
| Valor adicionado na Indústria - 2002    | 1.607  | Mil Reais |
| Valor adicionado no Serviço - 2002      | 6.601  | Mil Reais |
| Dummy - 2002                            | 0      | Mil Reais |
| Impostos - 2002                         | 68     | Mil Reais |
| PIB a preço de mercado corrente - 2002  | 10.739 | Mil Reais |

Fonte: IBGE

### Agropecuária

#### Principais produtos pecuários (2003)
| Especificação     | Número de cabeças | Unidade    |
| Bovinos           | 7.993             | cabeça     |
| Suínos            | 692               | cabeça     |
| Eqüinos           | 287               | cabeça     |
| Muares            | 73                | cabeça     |
| Galináceos        | 5.449             | cabeça     |
| Produção de leite | 3.978             | Mil litros |
| Ovos de galinha   | 32                | Mil dúzias |
| Mel de abelha     | 930               | kg         |

Fonte: IBGE

#### Principais produtos agrícolas e de silvicultura (2003)
| Produto        | Área plantada/ Área colhida (ha) | Produção (t) | Rendimento médio (kg/ha) | Valor da Produção (Mil R$) |
| Arroz em casca | 6/6                              | 9            | 1.500                    | 7                          |
| Banana1        | 10/10                            | 80           | 8.000                    | 48                         |
| Cana-de-açúcar | 120/120                          | 3.600        | 30.000                   | 108                        |
| Carvão Vegetal | -                                | 1.930        | -                        | 772                        |
| Feijão         | 300/230                          | 113          | 491                      | 178                        |
| Laranja²       | 15/15                            | 60           | 4.000                    | 42                         |
| Lenha          | -                                | 500 m³       | -                        | 9                          |
| Mandioca       | 25/25                            | 375          | 15.000                   | 150                        |
| Milho          | 450/450                          | 945          | 2.100                    | 284                        |

Fonte: IBGE 
 1- Cachos 
 2- Frutos

### Empresas e serviços

#### Empresas (2003)
| Especificação                                                              | N° de unidades locais | Pessoal ocupado total | Pessoal ocupado assalariado | Salários (Mil R$) |
| Agricultura; pecuária; silvicultura e exploração florestal                 | 9                     | 68                    | 60                          | 192               |
| Indústrias de transformação                                                | 15                    | 23                    | 3                           | 9                 |
| Construção                                                                 | 1                     | -                     | -                           | -                 |
| Comércio; reparação de veículos automotores, objetos pessoais e domésticos | 50                    | 79                    | 5                           | 18                |
| Alojamento e alimentação                                                   | 5                     | 6                     | -                           | -                 |
| Transporte, armazenagem e comunicações                                     | 4                     | 3                     | 2                           | 18                |
| Intermediação financeira                                                   | 4                     | -                     | -                           | -                 |
| Atividades imobiliárias; aluguéis e serviços prestados à empresas          | 16                    | 89                    | 64                          | 132               |
| Administração pública; defesa e seguridade social                          | 2                     | -                     | -                           | -                 |
| Educação                                                                   | 19                    | -                     | -                           | -                 |
| Saúde e serviços sociais                                                   | 2                     | -                     | -                           | -                 |
| Outros serviços coletivos e pessoais                                       | 17                    | 5                     | 3                           | 6                 |

Fonte: IBGE

## Elementos culturais
As festas religiosas (São Sebastião, Semana Santa e a Festa da Padroeira)são representativas e tradicionais na cidade. Ainda são realizados o Torneio Leiteiro e o Encontro de Cavaleiros e Amazonas, em setembro.
Bela cidade de interior no coração da  Zona da Mata Mineira, esta singela cidade é rodeada por casas no estilo Barroco devido à sua localização privilegiada, próxima a Barbacena (cidade importante no Ciclo do Ouro).
Representando a cultura negra exitem grupos de dança de congado, folia de reis e jongo.
A Sociedade Musical Padre Silveira, com sede no município, era até pouco tempo uma referência regional no que diz respeito a bandas de músicas, contudo encontra-se em dificuldades, sem conseguir novos músicos para substituírem os que saem para estudar fora, em outros municípios. Fundada em 1918, funcionou até a década de 60, quando esteve desativada. Em 22 de maio de 1988 foi reativada e, desde então, vem se apresentando em vários encontros regionais de bandas de música, além de abrilhantar os eventos civis, religiosos e culturais do município.

### Festas e datas comemorativas
- 20 de janeiro: Festa de São Sebastião
- 13 de maio: Abolição da Escravatura
- 15 de setembro: Dia da Padroeira Nossa Senhora das Dores
- 17 de dezembro: Aniversário da emancipação política do Município